# برمجيات معتمدة على الآلات
البرمجيات المعتمدة على الآلات هي برمجيات يتم تشغيلها على جهاز حاسوب معين فقط. تسمى التطبيقات التي يتم تشغيلها على بنيات حاسوب متعددة مستقلة عن الآلة أو عبر المنصات. تختار العديد من المؤسسات مثل هذه البرامج لأنها تعتقد أن البرمجيات المعتمدة على الآلة هي أحد الأصول وستجذب المزيد من المشترين. يجوز للمنظمات التي تريد أن يعمل البرنامج التطبيقي على أجهزة الحاسوب غير المتجانسة نقل هذا البرنامج إلى الأجهزة الأخرى. نشر التطبيقات المعتمدة على الآلة في مثل هذه البنى، تتطلب مثل هذه التطبيقات النقل. يتضمن هذا الإجراء إنشاء رمز التطبيق أو إعادة تكوينه ليناسب النظام الأساسي المستهدف.

## نقل
النقل هو عملية تحويل تطبيق من بنية إلى أخرى. تم تصميم لغات البرمجيات مثل جافا بحيث يمكن للتطبيقات الترحيل عبر البنى بدون تعديلات شيفرة المصدر. يتم تطبيق المصطلح عندما يتم تغيير البرمجة أو المعدات لجعلها قابلة للاستخدام في بنية مختلفة.
يجب أن يتم نقل التعليمات البرمجية التي لا تعمل بشكل صحيح على نظام معين إلى نظام آخر.
يعتمد جهد النقل على بعض المتغيرات، بما في ذلك الدرجة التي تختلف بها البيئة الأولى (المرحلة المصدرية) عن البيئة الجديدة (المرحلة الموضوعية) وتجربة المبدعين في معرفة لهجات البرمجة الخاصة بالمنصة.
تقدم العديد من اللغات رمزًا وسيطًا مستقلاً عن الآلة يمكن معالجته بواسطة مترجمين خاصين بالنظام الأساسي لمعالجة حالات عدم التوافق. يميز التمثيل الانتقالي آلة افتراضية يمكنها تنفيذ جميع الوحدات المكتوبة باللهجة المتوسطة. يتم تفسير إرشادات التعليمات البرمجية المتوسطة إلى ترتيبات رمز آلة مميزة بواسطة مولد التعليمات البرمجية لإنشاء تعليمات برمجية قابلة للتنفيذ. يمكن أيضًا تنفيذ الشيفرة الوسيطة مباشرةً بدون تحويل ثابت إلى رمز خاص بالنظام الأساسي.

## اقتراب
- انقل المترجم. يمكن ترميز هذا في التعليمات البرمجية المحمولة.
- قم بتكييف شيفرة المصدر مع الجهاز الجديد.
- تنفيذ المصدر المعدل باستخدام المترجم مع مصدر منشئ الكود كبيانات. سيؤدي هذا إلى إنتاج رمز الجهاز لمولد الرمز.

## تطبيق البرمجيات
تقتصر بعض البرمجيات التطبيقية على أنظمة أساسية معينة. أولئك الذين يريدون تطبيقًا للعمل على جهاز حاسوب غير أصلي، قم بنقل التطبيق إلى نظام أساسي جديد.

## روابط خارجية
- Agrawala, A. K., & Rauscher, T. G., 2014, Foundations of microprogramming: architecture, software, and applications, Academic press
- Huang, J., Li, Y. F., & Xie, M., 2015, An empirical analysis of data preprocessing for machine learning-based software cost estimation, Information and Software Technology, 67, 108-127
- Lee, J. H., Yu, J. M., & Lee, D. H., 2013, A tabu search algorithm for unrelated parallel machine scheduling with sequence-and machine-dependent setups: minimizing total tardiness, The International Journal of Advanced Manufacturing Technology, 69(9-12), 2081-2089
- Lin, S. W., & Ying, K. C., 2014, ABC-based manufacturing scheduling for unrelated parallel machines with machine-dependent and job sequence-dependent setup times, Computers & Operations Research, 51, 172-181
- Mathur, R., Miles, S., & Du, M., 2015, Adaptive Automation: Leveraging Machine Learning to Support Uninterrupted Automated Testing of Software Applications, arXiv preprint أرشيف خي:1508.00671}}
- Rashid, E. A., Patnaik, S. B., & Bhattacherjee, V. C., 2014, Machine learning and software quality prediction: as an expert system, International Journal of Information Engineering and Electronic Business (IJIEEB), 6(2), 9
- Röhrich, T., & Welfonder, E., 2014, Machine Independent Software Wiring and Programming of Distributed Digital Control Systems, In Digital Computer Applications to Process Control: Proceedings of the 7th IFAC/IFIP/IMACS Conference, Vienna, Austria, 17–20 September 1985 (p. 247), Elsevier
- Shepperd, M., Bowes, D., & Hall, T., 2014, Researcher bias: The use of machine learning in software defect prediction, Software Engineering, IEEE Transactions on, 40(6), 603-616
- Wang, J. B., Sun, L. H., & Sun, L. Y., 2011, Single-machine total completion time scheduling with a time-dependent deterioration, Applied Mathematical Modelling, 35(3), 1506-1511
- Yin, Y., Liu, M., Hao, J., & Zhou, M., 2012, Sin